# Belloy-en-France
Belloy-en-France egy község Franciaországban. Lakosainak száma 2239 fő (2022. január 1.).

## Földrajza
Belloy-en-France Viarmes, Épinay-Champlâtreux, Luzarches, Saint-Martin-du-Tertre, Villaines-sous-Bois és Villiers-le-Sec községekkel határos.

## Népessége
| Lakosok száma | 2115 | 2165 | 2186 | 2189 | 2211 | 2203 | 2217 | 2228 | 2239 |
|               | 2013 | 2015 | 2016 | 2017 | 2018 | 2019 | 2020 | 2021 | 2022 |